# Францкевичи-Радзиминские

Герб рода Францкевичей-Радзиминских «Броздиц»

Францкевичи-Радзиминские — шляхетский род герба « Бродзиц» в Великом княжестве Литовском. Этот род происходил из Мазовии, в которой представители данного шляхетского рода имели фамилию Радзиминские. Фамилия Францкевичи произошла от имени подкоморого полоцкого Франтишка (Францка) Радзиминского.

## Наиболее известные представители
- Францкевич-Радзиминский, Ежи (? — после 1629) — сын Михаила, лидский войский, судья земский, с 1629 года маршалок, королевский секретарь, а также маршалок Трибунала Великого княжества Литовского[1].
- Францкевич-Радзиминский, Николай (ок. 1585—ок. 1630) — сын Михаила, государственный и военный деятель Великого княжества Литовского, староста мстиславский, василишский и радомльский[1].
- Францкевич-Радзиминский, Мацей Михаил (? — 24 августа 1654 года) — хорунжий новогрудский с 1636 года, староста мозырский с 1651 года, писарь польный литовский с 1653 года[1].
- Францкевич-Радзиминский, Казимир (? — 23 августа 1694 года) — сын Михаила, подчаший минский, подкоморый лидский с 1674 года, подкоморый войский с 1687 года, староста войский с 1679 года, подскарбий надворный литовский с 1689 года, маршалок Трибунала ВКЛ в 1682, 1688, 1693 годах, староста кревский, лидский[1].
- Францкевич-Радзиминский, Стафан (? — 1712) — сын Яна, хорунжий новогрудский в 1654 году, королевский дворянин, староста слонимский. Участвовал в ряде войн и сеймов, а также входил в сеймовые комиссии[1].
- Францкевич-Радзиминский, Гедеон Михаил (?— 16 июня 1712 года) — сын Стафана, государственный и военный деятель Великого княжества Литовского, староста слонимский[1].
- Францкевич-Радзиминский, Казимир Юзеф (28 октября 1680 года — 27 марта 1728 года) — член ордена иезуитов с 1698 года[1].
- Францкевич-Радзиминский, Михаил Юзеф (1730 — 27 декабря 1780 года) — член ордена пиаристов с 1746 года, возглавлял Литовскую провинцию пиаристов с 1775 года[1].